# Frederik Løchte Nielsen
Frederik Løchte Nielsen (født 27. august 1983 i Sundby) er en dansk grand slam-vindende tennisspiller, der blev professionel i 2001. Han er barnebarn af den tidligere danske tennisspiller Kurt Nielsen.

## Karriere
Løchte Nielsen startede som 5-årig i Lyngby Tennisklub, hvor han stadig spiller. Han har vundet adskillige danmarksmesterskaber såvel udendørs som indendørs i single, double og mixed double (kun udendørs, da mixed double ikke længere afvikles indendørs). 
Han har som den første dansker vundet en række ved Wimbledon for seniorer, da han 7. juli 2012 vandt turneringen i herredouble sammen med englænderen Jonathan Marray. Løchte Nielsen/Marray endte med at vinde titlen i fem sæt med 4-6, 6-4, 7-6, 6-7, 6-3. Parret kom med i turneringen på et wildcard, og de blev de første der vandt Wimbledon i herredouble på et wildcard. 
Da sæsonen sluttede havde de kvalificeret sig til sæsonfinalen i herredouble, hvor de spillede sig frem til semifinalen. Herefter blev samarbejdet afbrudt.
I begyndelsen af 2014 vandt Løchte Nielsen doubleturneringen i Chennai Open sammen med sin makker Johan Brunström. Parret var i yderligere én ATP-finale i 2012 og i 2013, hvor det dog blev til nederlag.
I 2018 kom Løchte Nielsen atter langt i herredouble i Wimbledon, hvor han nåede helt til semifinalen med briten Joe Salisbury.
I 2019 var han i finalen i Marrakech med Matwe Middelkoop og vandt i München med Tim Puetz.
I single har han primært deltaget i Challenger- og Future-turneringer. Han har deltaget i hovedturneringen i seks ATP Tour-turneringer og har tabt i første runde i dem alle. Løchte Nielsen blev tildelt et wildcard til ATP-turneringen Copenhagen Open og har spillet sig igennem kvalifikationen for at deltage i de fem andre ATP-turneringer.
I december 2012 blev han for første gang kåret til årets tennispiller foran Caroline Wozniacki, der ellers havde vundet titlen fem år i træk. Den sidste nominerede var Davis Cup holdet, som Løchte Nielsen også var en del af.
| Dato | Turnering                   | Underlag             | Modstander                | Resultat     |
| ---- | --------------------------- | -------------------- | ------------------------- | ------------ |
| 2003 | Copenhagen Open             | Indendørs hard court | Magnus Larsson (ATP 184)  | 1-6, 1-6     |
| 2007 | Stella Artois Championships | Græs                 | Alex Kuznetsov (ATP 168)  | 5-7, 3-6     |
| 2008 | Slazenger Open              | Græs                 | Eduardo Schwank (ATP 61)  | 3-6, 3-6     |
| 2008 | Pilot Pen Tennis            | Hard                 | Robert Kendrick (ATP 77)  | 3-6, 5-7     |
| 2009 | Stockholm Open              | Indendørs hard court | Thomaz Bellucci (ATP 45)  | 6-7 (6), 3-6 |
| 2010 | PTT Thailand Open           | Indendørs hard court | Ruben Bemelmans (ATP 195) | 2-6), 3-6    |

Løchte Nielsen debuterede på det danske Davis Cup-hold i 2003 og har vundet 13 af 21 singlekampe og 7 af 12 doublekampe.
Løchte Nielsen har to gange været i en Grand Slam-kvalifikationsfinale. I 2007 tabte han kvalifikationsfinalen til Wimbledon mod Tomas Zib (ATP 133) med 3-6, 3-6, 6-4, 6-3, 6-2, og i 2011 tabte han kvalifikationsfinalen til Australian Open mod Nicolas Mahut (ATP 132) med 7-5, 3-6, 6-3. I 2012 lykkedes det ham at kvalificere sig til hovedturneringen i Australien Open, hvor han tabte til Kevin Anderson fra Sydafrika i første runde.